# إريك لويس
إريك لويس هو لاعب كرة قدم برازيلي في مركز الهجوم، ولد في 16 يوليو 1992 في سالفادور في البرازيل. لعب مع ريد بل براغانتينو.

## وصلات خارجية
- إريك لويس على موقع قاعدة بيانات كرة القدم.إي يو (الإنجليزية)
- إريك لويس على موقع Soccerway.com (الإنجليزية)